# Decanato di Legnano
Il decanato di Legnano è uno dei 63 decanati in cui è suddivisa l'arcidiocesi di Milano. Il decanato fa parte della zona pastorale IV di Rho e comprende 17 parrocchie e ha un'estensione di 58 km².
Il decanato, che comprende una popolazione di circa 120.000 fedeli, confina a nord con il decanato della Valle Olona, a sud con il decanato Villoresi, a est col decanato di Saronno e e ad ovest con il decanato di Castano Primo e, in parte, con il decanato di Busto Arsizio.
Dal 1º febbraio 2021 il decano è mons. Angelo Cairati, prevosto di Legnano.

## Storia

### La pieve di Legnano
La distribuzione territoriale a cui il decanato di Legnano, in parte, è andato a sovrapporsi è quella della pieve di Legnano, intitolata a San Magno.

### Il decanato
Il 21 maggio 1972, in base al 46º sinodo diocesano che istituì i decanati nella diocesi, la pieve venne abolita e la città venne compresa nel decanato di Legnano e quindi nella zona pastorale IV di Rho. La pieve di Legnano, pertanto, oggi è ridotta a parrocchia.

## Parrocchie
Il decanato di Legnano comprende 17 parrocchie.
Le 9 parrocchie della città di Legnano sono ripartite in tre settori pastorali: 
1. Centro storico: parrocchie di San Magno e di San Domenico;
2. Oltresempione: comunità pastorale "San Barnaba e San Filippo Neri", composta dalle parrocchie di San Pietro, dei Santi Magi, del Santissimo Redentore e di Santa Teresa del Bambin Gesù;
3. Oltrestazione: comunità pastorale "Maria Madre della speranza e della gioia e Beato Carlo Acutis", composta dalle parrocchie di San Paolo, del Beato Cardinal Ferrari e dei Santi Martiri Anauniani.

All'interno del decanato ci sono anche le parrocchie di Busto Garolfo e Olcella, unite in unità pastorale, le parrocchie di Cerro Maggiore e Cantalupo, anche loro unite in unità pastorale, le parrocchie di Rescaldina e Rescalda, unite nella comunità pastorale "San Giuseppe" e le parrocchie di Villa Cortese e San Vittore Olona.
| Denominazione                                      | Chiesa Parrocchiale                     | Comune                                 | Abitanti | Sede amministrativa         | Sito istituzionale                         |
| -------------------------------------------------- | --------------------------------------- | -------------------------------------- | -------- | --------------------------- | ------------------------------------------ |
| Basilica Prepositurale di San Magno vescovo        | Basilica di San Magno                   | Legnano                                | 60.303   | Piazza San Magno, 10        | https://www.parrocchiasanmagno.it/         |
| Parrocchia di San Domenico                         | Chiesa di San Domenico                  | Legnano                                |          | Via Garibaldi, 92           | https://www.sandomenicolegnano.com/        |
| Parrocchia di San Pietro apostolo                  | Chiesa di San Pietro                    | Legnano                                |          | Via Girardi, 28             | https://www.legnanello.it/                 |
| Parrocchia dei Santi Magi                          | Chiesa dei Santi Magi                   | Legnano                                |          | Via Olmina, 16              | https://www.legnanello.it/                 |
| Parrocchia del Santissimo Redentore                | Chiesa del Santissimo Redentore         | Legnano                                |          | Via Barbara Melzi, 27       | https://www.legnanello.it/                 |
| Santuario di Santa Teresa del Bambin Gesù          | Chiesa di Santa Teresa del Bambin Gesù  | Legnano                                |          | Piazza Monte Grappa, 1      | https://www.santateresalegnano.it/         |
| Parrocchia di San Paolo apostolo                   | Chiesa di San Paolo                     | Legnano                                |          | Via Sardegna, 51            | https://www.oltrestazione.org/             |
| Parrocchia del Beato Cardinal Andrea Carlo Ferrari | Chiesa del Beato Cardinal Ferrari       | Legnano                                |          | Via dei Pioppi, 4           | https://www.oltrestazione.org/             |
| Parrocchia dei Santi Martiri Anauniani             | Chiesa dei Santi Martiri                | Legnano                                |          | Via Mauro Venegoni          | https://www.oltrestazione.org/             |
| Parrocchia dei Santi Salvatore e Margherita        | Chiesa dei Santi Salvatore e Margherita | Busto Garolfo                          | 14.007   | Piazza Lombardia            | https://www.cpbustogarolfoeolcella.it/     |
| Parrocchia di Santa Geltrude                       | Chiesa di Santa Geltrude                | Olcella (frazione di Busto Garolfo)    |          | Via Santa Geltrude, 20      | https://www.cpbustogarolfoeolcella.it/     |
| Parrocchia dei Santi Cornelio e Cipriano           | Chiesa dei Santi Cornelio e Cipriano    | Cerro Maggiore                         | 14.938   | Via Vittorio Emanuele, 3    | http://www.parrocchiacerromaggiore.com/    |
| Parrocchia di San Bartolomeo apostolo              | Chiesa di San Bartolomeo                | Cantalupo (frazione di Cerro Maggiore) |          | Via San Bartolomeo, 31      | http://www.parrocchiacerromaggiore.com/    |
| Parrocchia dei Santi Bernardo e Giuseppe           | Chiesa dei Santi Bernardo e Giuseppe    | Rescaldina                             | 14.149   | Piazza Chiesa, 11           | https://www.parrocchiarescaldina.it/       |
| Parrocchia della Beata Vergine Assunta             | Chiesa di Santa Maria Assunta           | Rescalda (frazione di Rescaldina)      |          | Via Alberto da Giussano, 80 | https://www.parrocchiarescaldina.it/       |
| Parrocchia di San Vittore martire                  | Chiesa di San Vittore                   | Villa Cortese                          | 6.165    | Via Patrioti, 1             | http://www.parrocchiavillacortese.it/      |
| Parrocchia di San Vittore martire                  | Chiesa di San Vittore                   | San Vittore Olona                      | 8.283    | Via Verdi, 4                | https://www.parrocchiasanvittoreolona.com/ |